# Makak jihomentawajský
Makak jihomentawajský (Macaca pagensis) je kriticky ohrožený druh primáta z čeledi kočkodanovití (Cercopithecidae) a rodu makak (Macaca). Druh popsal Gerrit Smith Miller roku 1903.

## Výskyt
Makak jihomentawajský se vyskytuje pouze na jižních ostrovech (Pagai Selatan, Pagai Utara a Sipora) Mentavajského souostroví u Sumatry, viz mapka. Rozsah populace je ve vhodných stanovištích cirka 7 až 12 jedinců na čtvereční kilometr.

## Popis a chování
Samci tohoto primáta měří 45–55 cm, jejich hmotnost se odhaduje na 6–9 kg, samice jsou obyčejně menší a lehčí, s délkou těla 40–45 cm a hmotností 4,5–6 kg. Srst je tmavě hnědá, na ramenech, břiše a krku světle hnědá, končetiny mají červenohnědé zbarvení. Ocas je oproti robustnímu tělu krátký a jen řídce osrstěný, měří u samce asi 13–16 cm, u samice 10–13 cm. Makak jihomentawajský má jako všichni makakové lícní torby, do kterých si může uschovávat potravu a sežrat ji později. Jídelníček tvoří rostlinná potrava, především plody a ovoce.
Skupinu opic tvoří 5–25 jedinců, z toho jeden vůdčí samec, samice a mláďata. Pokud jsou samice připraveny k páření, dávají to najevo vystavováním oteklých genitálií. Gravidita trvá 5–6 měsíců, poté se narodí jedno mládě. Pokud jde o samce, po dosažení pohlavní dospělosti opouští skupinu.

## Ohrožení
Tento druh je dle IUCN kriticky ohrožený (CR). Nebezpečí představuje především ztráta deštného lesa pro vysazování palem olejných, makakové jsou také loveni jako škůdci nebo pro obchod se zvířaty. Počet jedinců se odhaduje na 2 100–3 700. Makak jihomentawajský se navíc nevyskytuje v žádné chráněné oblasti. Je zapsán na úmluvu CITES II.